# در این محله حرف و حدیث زیاده
در این محله حرف و حدیث زیاده (ازبکی: Mahallada duv-duv gap, Маҳаллада дув-дув гап) یک کمدی سیاه و سفید ازبکی محصول سال ۱۹۶۰ است. این فیلم به کارگردانی Y. Stepchuk و تهیه کنندگی شهرت عباسوف، فیلمساز برجسته ازبکی ساخته شده‌است. این فیلم یکی از بهترین فیلم‌های ازبکستانی در تمام دوران به حساب می‌آید.